# Keyvan Dahesch

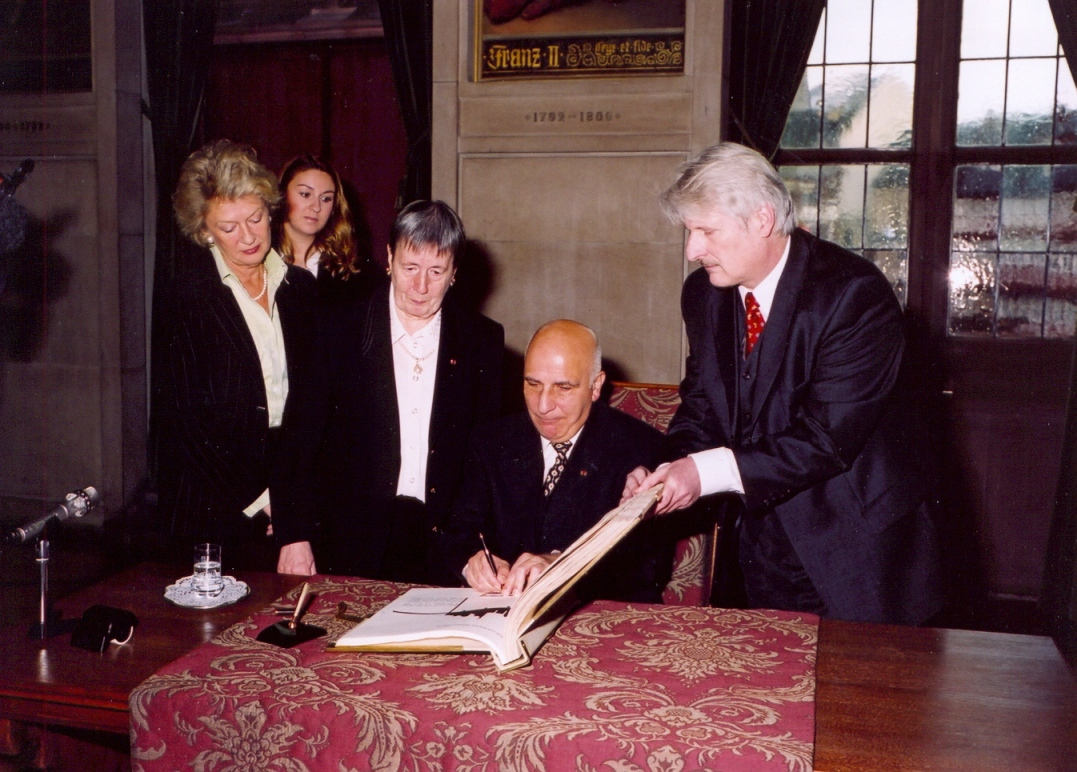
Das Ehepaar Dahesch bei der Eintragung ins Goldene Stiftungsbuch der Stadt Frankfurt am Main am 3. Dezember 2006. Ganz links: Petra Roth, damals Oberbürgermeisterin der Stadt

Keyvan Dahesch (* 26. Dezember 1941 in Teheran, Iran; † 1. Januar 2018 in Bad Homburg vor der Höhe, Deutschland) war ein sehbehinderter deutscher Journalist, Bürgerbeauftragter und Pressesprecher des Hessischen Landesamtes für Versorgung und Soziales iranischer Herkunft. Er wurde vor allem durch sein engagiertes Eintreten für die Rechte von Menschen mit Behinderungen bekannt.

## Leben
Keyvan Dahesch war seit Geburt blind. Da es in Teheran keine Schulen für Sehbehinderte gab, besuchte Dahesch zunächst eine Regelschule. 1957 wechselte er auf die Blindenschule der Christoffel-Blindenmission in Isfahan.
In der Hoffnung, dass deutsche Ärzte ihm helfen könnten, brachte ihn sein Vater 1958 nach Deutschland. Die Hoffnung wurde jedoch enttäuscht; Dahesch blieb im Alter von 16 Jahren alleine in Deutschland, wo er noch anderthalb Jahre in Stuttgart die Blindenschule der Nikolauspflege besuchte, bevor er von 1960 bis 1961 eine Ausbildung zum staatlich geprüften Masseur und medizinischen Bademeister in der Orthopädischen Universitätsklinik Friedrichsheim in Frankfurt am Main absolvierte. In der Zeit von 1961 bis 1971 absolvierte er Praktika und übte seinen Beruf in verschiedenen Kliniken und Heilstätten aus.

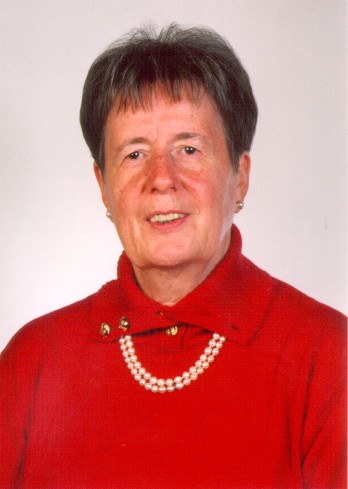
Anni Dahesch (ca. 2005)

Am 14. Dezember 1966 heiratete er seine in Bad Vilbel geborene Frau Anni, geborene Westerweller (1936–2016), die ebenfalls sehbehindert war und sich – wie ihr Mann – durch großes soziales ehrenamtliches Engagement auszeichnete. Beruflich arbeitete sie vom 1. Juli 1956 bis 31. Dezember 1996 als Sekretärin bei einer Bank in Frankfurt am Main. Seit 1994 war sie ehrenamtliche Richterin am Sozialgericht in Frankfurt. Für ihre Verdienste erhielt sie 1993 die silberne Ehrennadel des Paritätischen Wohlfahrtsverbandes, 2002 die Bundesverdienstmedaille und 2008 den Ehrenbrief des Landes Hessen.
1970 wurde Keyvan Dahesch deutscher Staatsbürger. 1971 erhielt er ein Stipendium des Deutschen Gewerkschaftsbundes, das ihm das Studium der Volkswirtschaftslehre, der Soziologie und Arbeitsrecht an der Akademie der Arbeit in der Goethe-Universität ermöglichte. Während des Studiums begann Dahesch sich für Journalismus zu interessieren. Nach Beendigung des Studiums schloss er eine Ausbildung für die Verwaltungslaufbahn des gehobenen Dienstes beim Hessischen Landesamt für Versorgung und Soziales an, bei dem er nach bestandener Laufbahnprüfung von 1975 bis 2002 als Bürgerbeauftragter und Pressesprecher tätig war.
In seiner Funktion hatte er vielfachen Kontakt zu Medien, die seine Entwicklung als freier Journalist unterstützten. Daheschs Themen-Schwerpunkt war die Sozial- und Wirtschaftspolitik. Seine Meldungen, Berichte und Reportagen fanden sich bei der Deutschen Presse-Agentur, in der Frankfurter Rundschau, Süddeutschen Zeitung, Die Zeit, Offenbach-Post, dem Hessischen Rundfunk und dem Deutschlandfunk. Dahesch war unter anderem Mitglied des Frankfurter Presseclubs und der Reporter ohne Grenzen. Er berichtete oft über das Leben behinderter Menschen und forderte im Sinne des anwaltschaftlichen Journalismus vehement gleiche Rechte für sie ein.
Von 1973 bis 2011 lebte Keyvan Dahesch mit seiner Frau in Frankfurt-Bonames, danach wohnte das Ehepaar in Bad Homburg vor der Höhe.

### Anni und Keyvan Dahesch-Stiftung

Logo der Anni und Keyvan Dahesch-Stiftung
Beschreibung: Das Logo zeigt die Skyline von Frankfurt am Main auf einer Brücke mit vier Pfeilern auf der einen Seite und dem weiteren Verlauf der Brücke ohne Häuser. Es soll die Absicht der Stiftung, eine Brücke zwischen den Menschen mit und ohne Behinderungen zu bauen, zum Ausdruck bringen.

Am 13. Juni 2006 begründete das Ehepaar die gemeinnützige Anni und Keyvan Dahesch-Stiftung mit Sitz in Frankfurt, die am 22. August 2006 vom Regierungspräsidium Darmstadt genehmigt wurde. Stiftungszweck ist die Förderung und Unterstützung von Personen, die infolge ihres körperlichen, geistigen oder seelischen Zustandes auf die Hilfe anderer angewiesen sind.
Am 3. Dezember 2006, den die Vereinten Nationen 1993 zum jährlich zu begehenden „Welttag der behinderten Menschen“ proklamiert haben, wurde die Stiftung in Anwesenheit der Oberbürgermeisterin Petra Roth im Kaisersaal des Rathauses Römer in das Goldene Stiftungsbuch der Stadt Frankfurt am Main eingetragen.

## Ehrenämter und Auszeichnungen
Dahesch übte zahlreiche Ehrenämter aus, so war er etwa seit 1977 ehrenamtlicher Richter beim Sozialgericht in Frankfurt am Main, war von 1982 bis 1992 Jurymitglied beim Bundesentscheid im Vorlesewettbewerb des Börsenvereins des Deutschen Buchhandels in Frankfurt, seit 1992 Sozialbeiratsmitglied des Hessischen Rundfunks und Mitglied der SPD-Fraktion der zehnten Bundesversammlung am 23. Mai 1994 zur Wahl des Bundespräsidenten auf Vorschlag zahlreicher Behindertenorganisationen.

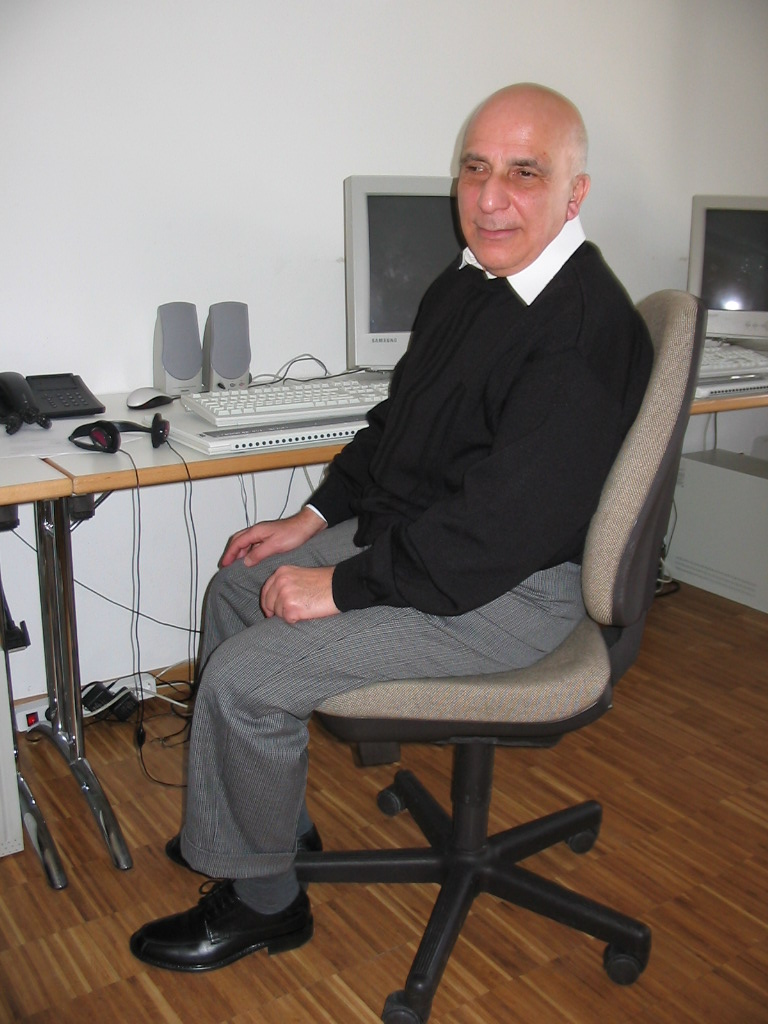
Keyvan Dahesch an seinem Arbeitsplatz

Aufgrund seines ehrenamtlichen Engagements und seiner journalistischen Tätigkeit erhielt Keyvan Dahesch zahlreiche Auszeichnungen, darunter:
- Ehrenbrief des Landes Hessen 1983
- Ehrenplakette des VdK Hessen in Silber 1986
- Medienpreis der Bundesarbeitsgemeinschaft der freien Wohlfahrtspflege 1986 und 1990
- Ehrenplakette der Stadt Frankfurt am Main 1988
- Goldene Ehrennadel des Sozialverbandes VdK Deutschland 1988
- Medienpreis der Bundesvereinigung Lebenshilfe für Menschen mit geistiger Behinderung 1988
- Bundesverdienstkreuz am Bande 1990
- Europamedaille des VdK Deutschland 1992
- Silberne Ehrennadel des Paritätischen Wohlfahrtsverbandes 1993
- Goldene Ehrenplakette des Bundes der Kriegsblinden Deutschlands (BKD) 1993
- Preis des Frankfurter Presse-Clubs 1993
- Bundesverdienstkreuz 1. Klasse 1996
- Silberne Ehrenplakette des Landeswohlfahrtsverbandes Hessen 1996
- Goldene Ehrenmedaille des Blindenbundes in Hessen 1997
- Goldene Ehrennadel des Paritätischen Wohlfahrtsverbandes 1999
- silberner Ehrenbecher des Bundes der Kriegsblinden Deutschlands (BKD), neben dem Hörspielpreis der Kriegsblinden die höchste Auszeichnung dieser deutschen Organisation 1999
- Ehrennadel der Bundesarbeitsgemeinschaft Hilfe für Behinderte (BAGH) – heute: Bundesarbeitsgemeinschaft SELBSTHILFE von Menschen mit Behinderung und chronischer Erkrankung und ihren Angehörigen e. V. (BAG Selbsthilfe) 1999
- goldene Ehrennadel der Bundesvereinigung Lebenshilfe für Menschen mit geistiger Behinderung 2002
- goldene Ehrenplakette des Landeswohlfahrtsverbands Hessen 2004
- Ehrenschild des Sozialverbandes Deutschland (SoVD) 2006
- Urkunde vom Landesverband des Deutschen Roten Kreuzes in Hessen für die 150. Blutspende (2012)